# Indigenous Tweets

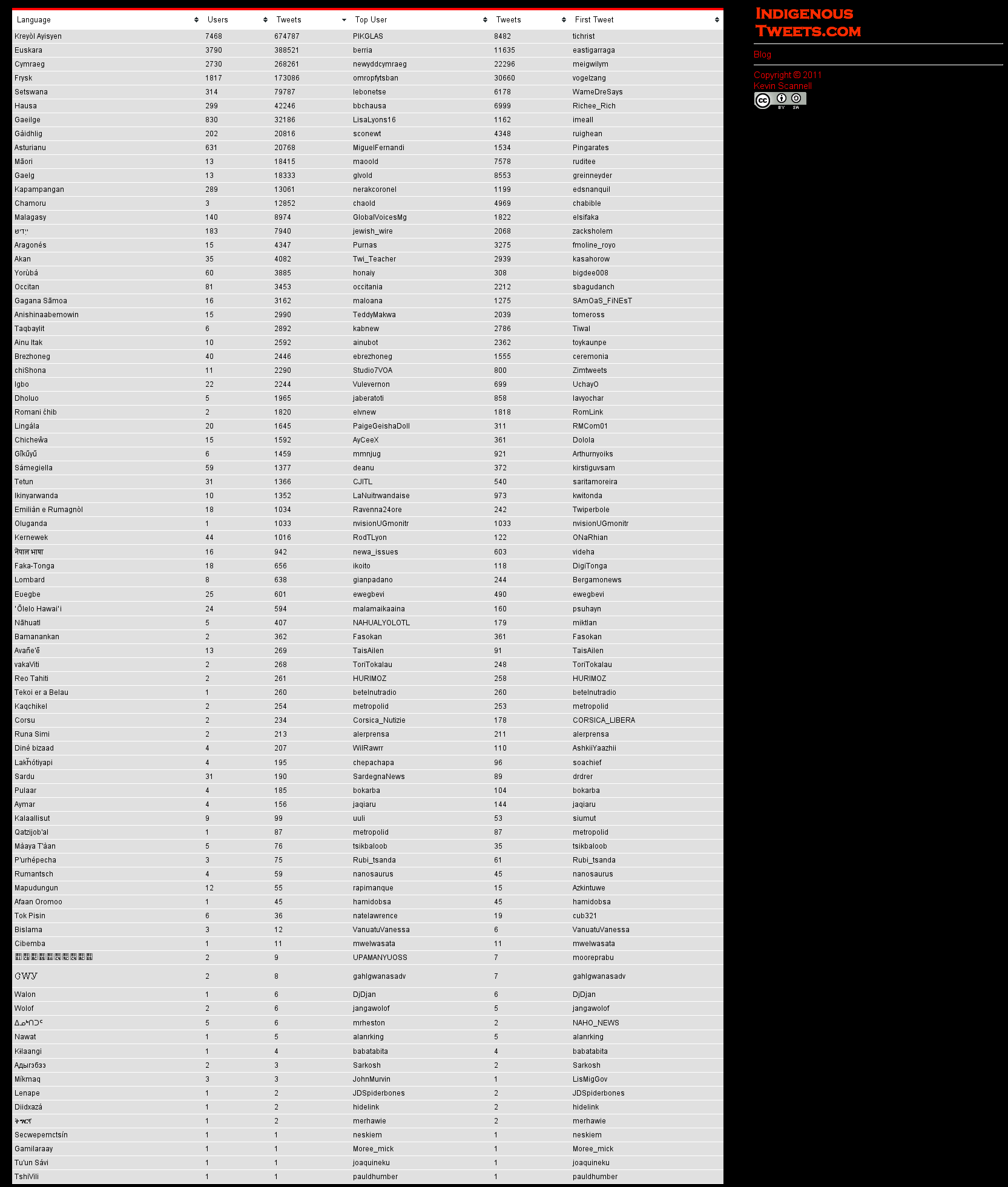
Captura de pantalla de la página de inicio de Indigenous Tweets en abril de 2011

Indigenous Tweets es un sitio web que registra mensajes de Twitter de la lengua minoritaria para ayudar a los hablantes indígenas a contactar los unos con los otros. Se fundó en marzo del 2011 por Kevin Scannell, quién investiga en lingüística computacional en el Departamento de Matemáticas y Ciencias de la computación en la Universidad de San Luis en San Luis (Misuri), Estados Unidos. El propósito del sitio web es permitir a los hablantes de lengua minoritaria comunicarse a través del Internet.
En su página de inicio, el sitio web muestra una lista de lenguas minoritarias que ha adoptado. Después de seleccionar una lengua, al usuario le aparece una tabla de aquellas personas que están tuiteando en esa lengua. Indigenous Tweets proporciona una imagen de perfil de cada usuario de Twitter y estadísticas sobre el número de seguidores de cada persona. Además de proporcionar estadística sobre el porcentaje de tweets de una persona que escribe en diferentes lenguas, Indigenous Tweets tiene una selección de los trending topics en varias lenguas minoritarias.

## Historia
Al comienzo del sitio web en marzo de 2011, ha catalogado 35 lenguas. El 16 de abril de 2011, registró tweets en 76 lenguas minoritarias. El 16 de abril de 2011, el sitio web apoyaba 82. Las lenguas catalogadas incluyen el gamilaraay "esotérico", y el euskera y el suajili, los cuales tienen el primer y el segundo puesto de más twiteros, respectivamente. El criollo haitiano "bien conocido" está clasificado como el tercero en Indigenous Tweets.
El pampango, que está clasificado como el quinto, fue la primera lengua filipina apoyada por el sitio web.

## Búsqueda de datos
Indigenous Tweets emplea un banco de dato de palabras y frases de las lenguas minoritarias para localizar a personas que hablan aquellas lenguas. En la entrevista de abril de 2011 con BBC News, Scannell dijo que había gastado 8 años construyendo un banco de datos de alrededor de 500 lenguas revisando blogs, periódicos, y sitios web.
Indigenous Tweets reúne datos a través de la interfaz de programación de aplicaciones de Twitter buscando un banco de datos de palabras y frases de las lenguas minoritarias. El motor de búsqueda del sitio web no puede descifrar la lengua de un tuit cuándo una palabra está en más de una lengua. Para evitar este problema, Scannell registra palabras que están únicamente en una lengua.